# Jan Jiskra

Armoiries

Jan Jiskra z Brandýsa (en allemand Johann Giskra von Brandeis ; en hongrois János Giskra) (né vers 1400, mort en 1469) est un stratège et soldat mercenaire bohémien, dont la troupe a formé le noyau des hussards noirs de Hongrie.

## Biographie
Jiskra est issu de la dynastie morave des seigneurs de Brandeis. Selon certaines sources, son père serait Alšík de Brandýs, mais selon d'autres ce serait Jan Lysek de Brandýs. Il passa son enfance au château de Gansberg et fit ses premières armes en Italie : selon certaines sources, il aurait pris part aux combats navals contre les Vénitiens ; puis il se familiarisa en Bohême avec les tactiques de cavalerie des Hussites. À l'issue de la bataille de Lipany, il rallia avec quelques autres mercenaires l'armée du roi Sigismond et combattit les Turcs à Belgrade.
À la mort du roi Sigismond, la régente Élisabeth de Luxembourg fit appel à ses troupes pour appuyer les prétentions du prince héritier Ladislas le Posthume, contre Ladislas Jagellon qui s'était déjà fait couronner roi de Hongrie. Les mercenaires de Jiskra occupèrent d'abord le plateau de Hongrie : Jiskra payait ses troupes avec les revenus des mines, prélevait l'impôt pour lui-même et occupait tous les châteaux de la région ; il s'empara par la force de ceux des alliés de Ladislas Jagellon.
Fort de 5 000 hommes, il occupa ensuite la Slovaquie centrale et orientale, coupant au prince Jagellon les voies de communication entre Hongrie et Pologne. À Kremnitz, il fit frapper ses propres thalers et finança ainsi les frais du siège de la ville. Ladislas ne pouvait alors rien faire pour combattre Jiskra, car toutes ses armées étaient accaparées par l'invasion ottomane : il n'eut d'autre ressource que de conclure une paix avec les mercenaires de Bohême, paix qu'il regretta sans cesse par la suite. 
La mort du prétendant Jagellon à la bataille de Varna, et l'anéantissement de l'armée des Polonais fut suivie de la nomination de Jiskra au rang de lieutenant général de Hongrie. Il ne contrôlait militairement que la Slovaquie : il y avait établi ses quartiers au château de Pustý hrad près d'Altsohl, et à Cassovie ; mais l'élection de Jean Hunyadi en tant que régent de Hongrie en 1446 déclencha de nouveaux troubles intérieurs, interrompus par de courtes trêves.
En 1449, Jiskra regroupa l'armée hongroise au nord de Cassovie, puis fit route en janvier 1450 vers Buda, où la paix fut conclue avec le nouveau régent le 31 mars 1450 ; cette paix fut toutefois de courte durée, puisque dès le 7 septembre 1451, il affrontait victorieusement Hunyadi à la bataille de Lučenec, conservant ainsi son indépendance.
En 1453 enfin, Ladislas le Posthume démit Jiskra de ses fonctions de capitaine général : le mercenaire de Bohême perdait ainsi son emprise sur la Hongrie, et le gros de son armée rallia le général morave Pierre Axamite. En 1454, Jiskra fut chargé de défendre militairement les Frères moraves. À l’avènement de Matthias Corvin au trône de Hongrie (1458), Jiskra se retira en Pologne. Il négocia l'alliance entre les frères moraves de Pologne et l'Ordre teutonique, puis appela le roi Casimir IV Jagellon à l'aider à reconquérir le trône de Hongrie.
Simultanément, il était en pourparlers avec le jeune roi de Hongrie pour tenter de conserver son fief de Slovaquie. Enfin au mois d'avril 1462, Matthias Corvin, ayant conclu la paix avec l'empereur Frédéric III, prit Jiskra à son service, non sans avoir tenté pendant des mois d'abattre sa puissance militaire : il lui accorda le titre de baron, lui octroya le château d'Iňačovce, les terres d'Arad et le fort de Lippa dans le Banat (l'actuelle Roumanie). Matthias Corvin mit sur pied une armée de cavaliers expérimentés, constituée pour l'essentiel des mercenaires de Jan Jiskra. Ces « hussards noirs » étaient réputés pour leur intrépidité, mais aussi pour leur rapacité lorsqu'il y avait butin.
Le 2 décembre 1462, Jiskra captura lors d'un échange de prisonniers le prince valaque Vlad III et il le remit au roi de Hongrie. Il combattit les Ottomans et leur allié Étienne III aux côtés de Matthias Corvin. Au mois de janvier 1467, il conclut au nom de Matthias Corvin la paix avec le sultan Mehmet II.
Jiskra passa encore 22 ans à régner sur la Slovaquie, maître d'une armée qu'il commandait lui-même. On ignore le jour et les circonstances de sa mort : on retrouve son nom dans un inventaire de biens du 22 octobre 1468. Un décret royal du 6 février 1471 indique explicitement qu'il est mort à cette date. Contrairement à ce qu'on lit parfois, lui-même n'était pas hussite, mais catholique, et il avait de nombreux amis parmi la noblesse de Bohême, dont Ulrich II de Rosenberg, qui s'opposa sans cesse aux menées des Hussites.

## Postérité
Le pape Pie II le mentionne dans ses mémoires comme l'un des hommes les plus illustres de son temps.
Par décret impérial du 28 février 1863, l'empereur François-Joseph Ier fit inscrire Jan Jiskra de Brandeis au rang des « plus célèbres et des plus dignes princes guerriers et généraux de l'Autriche », avec érection de la statue en pied du général dans la galerie des généraux (Feldherrenhalle) du tout nouveau Musée Impérial des Armées. Cette statue a été réalisée en marbre de Carrare en 1871 par le sculpteur Rudolf Dominik Zafauk (1830–1889), et l'empereur l'a inaugurée lui-même.